# Witstuitrupsvogel
De witstuitrupsvogel (Coracina leucopygia) is een zangvogel uit de familie Campephagidae (rupsvogels). 

## Verspreiding en leefgebied
Het is een endemische vogel op Sulawesi en nabijgelegen eilanden.

## Status
De witstuitrupsvogel heeft een groot verspreidingsgebied op het eiland Sulawesi en daardoor is de kans op uitsterven gering. De grootte van de populatie is niet gekwantificeerd. Er is geen aanleiding te veronderstellen dat de soort in aantal achteruit gaat. Om deze redenen staat deze rupsvogel als niet bedreigd op de Rode Lijst van de IUCN.